# 23 × 152 mm
El 23 × 152 mm B es la munición utilizada por la URSS/CES en el cañón automático Volkov-Yartsev VYa-23 del avión de ataque a tierra Ilyushin Il-2 y en los cañones 2A7 y 2A14 de los sistemas antiaéreos ZU-23-2 y ZSU-23-4 Shilka, entre otros.
La munición del VYa-23 utiliza una vaina de latón y no es funcionalmente intercambiable con la munición con vaina de acero de la moderna serie de cañones antiaéreos ZU-23. Estos dos sistemas de armas tienen recámaras con distinta longitud, por lo que requieren munición de dimensiones ligeramente diferente. Si bien ya no se usa en los principales cañones antiaéreos rusos modernos, siendo reemplazado por el 30 × 165 mm, todavía está en servicio con la Infantería Naval rusa y muchos otros países.

## Especificaciones
| Dimensiones:         | 23 × 152 mm                                            |
| Velocidad de salida: | 970-980 m/s (de los 2A7 y 2A14)                        |
| Peso del proyectil:  | 184–190 gramos                                         |
| Tipos de proyectil:  | OZ/OFZ (HEI), OZT/OFZT (HEI-T), BZ/BZT (API/API-T)     |
| Sistemas de armas:   | Volkov-Yartsev VYa-23, 2A7, 2A10, 2A14.                |
| Aplicaciones:        | ZU-23-2, ZSU-23-4 "Shilka", BMP-23, BTR-94, otros.     |
| Energía:             | ~88916.64 J (estimado) ~65581.54 pie libras (estimado) |